# Lista de monarcas de Aragão

Brasão da Coroa de Aragão

Abaixo consta a relação inicialmente dos condes do Condado de Aragão e depois dos reis do Reino de Aragão, constituído na sua sequência e alargamento territorial. O seu núcleo principal estava na Península Ibérica, na região Nordeste do que veio a chamar Espanha, que correspondia ao que é hoje a comunidade autónoma de Aragão, e o seu prolongamento natural ao longo do Mediterrâneo.
A união dinástica com o soberano do Condado de Barcelona (mais tarde Principado da Catalunha), deu origem à Coroa de Aragão no início do séc. XII, iniciando o período reinante da Casa de Barcelona. No seu apogeu comandaram além do reino de Aragão, os reinos de Valência, Maiorca, Sicília, Sardenha e o Principado da Catalunha (incluindo Rossilhão, que atualmente corresponde ao departamento francês dos Pirenéus Orientais) e regiões ao sul da França, a qual inclui a cidade de Montpellier.

## Condes de Aragão
- 1.º Conde de Aragão •  802 – 809  •  Auréolo.

### Dinastia Galindo (809-925)
- 2.º Conde de Aragão •  809 – 820  •  Aznar I Galíndez.
- 3.º Conde de Aragão •  820 – 833  •  Garcia I Galíndez.
- 4.º Conde de Aragão •  833 – 844  •  Galindo Garcés.
- 5.º Conde de Aragão •  844 – 867  •  Galindo I Aznárez.
- 6.º Conde de Aragão •  867 – 893  •  Aznar II Galíndez.
- 7.º Conde de Aragão •  893 – 922  •  Galindo II Aznárez.
- 8.ª Condessa de Aragão •  922 – 925  •  Andregoto Galíndez.

## Condes de Aragão e Reis de Navarra
- 9.º Conde de Aragão •  926 – 970  •  Garcia Sanches I de Pamplona.
- 10.º Conde de Aragão •  970 – 994  •  Sancho Garcês II de Pamplona.
- 11.º Conde de Aragão •  994 – 1000  •  Garcia Sanches II de Pamplona.
- 12.º Conde de Aragão •  1000 – 1035  •  Sancho Garcês III de Pamplona, o Grande que, após um reinado no que obteve grande número de territórios, decidiu dividi-los à sua morte entre os seus filhos. Assim, em 1035 deixaria o território de Aragão ao seu filho Ramiro, que passou ao seu descendente Sancho Ramires já convertido em Reino.

## Reis de Aragão

### Casa de Aragão

#### Dinastia Jiménez

Armas dos reis de Aragão na Dinastia Jiménez

| # | Nome      |  | Início do governo      | Fim do governo         | Cognome(s)   | Notas |
| - | --------- |  | ---------------------- | ---------------------- | ------------ | --- |
| 1 | Ramiro I  |  | Fevereiro de 1035      | 8 de Maio de 1063      |              | Filho de Sancho III de Navarra. |
| 2 | Sancho I  |  | 8 de Maio de 1063      | 4 de Junho de 1094     |              | Também rei de Navarra, como Sancho V. |
| 3 | Pedro I   |  | 4 de Junho de 1094     | 28 de Setembro de 1104 |              | Também rei de Navarra. Conquistou Huesca. |
| 4 | Afonso I  |  | 28 de Setembro de 1104 | 8 de Setembro de 1134  | o Batalhador | Conquistou Saragoça. Também rei de Navarra. Esposo de Urraca I de Leão e Castela.                                                                                           |
| 5 | Ramiro II |  | 8 de Setembro de 1134  | 16 de Agosto de 1157   | o Monge      | Irmão de Afonso I. |
| 6 | Petronila |  | 16 de Agosto de 1157   | 18 de Julho de 1164    | a Imperatriz | Raimundo Berengário IV de Barcelona, foi príncipe (soberano) durante todo o seu reinado, tendo Petronila abdicado aquando da morte deste a favor do filho de ambos, Afonso. |

## Reis daCoroa de Aragão

### Casa de Barcelona

#### Dinastia de Barcelona

Armas dos reis de Aragão na dinastia da Casa de Barcelona

| #  | Nome       |  | Início do governo      | Fim do governo         | Cognome(s)           | Notas |
| -- | ---------- |  | ---------------------- | ---------------------- | -------------------- | --- |
| 7  | Afonso II  |  | 18 de Julho de 1164    | 25 de Abril de 1196    | o Trovador           | Conquistou Teruel. Também Afonso I de Barcelona.                                                                 |
| 8  | Pedro II   |  | 25 de Abril de 1196    | 13 de Setembro de 1213 | o Católico           | Também Pedro I de Barcelona. Morreu na batalha de Muret.                                                         |
| 9  | Jaime I    |  | 13 de Setembro de 1213 | 27 de Julho de 1276    | o Conquistador       | Conquistou Valência, Maiorca e Ibiza. Escreveu o Livro dos feitos (originalmente em catalão: Llibre dels feyts). |
| 10 | Pedro III  |  | 27 de Julho de 1276    | 2 de Novembro de 1285  | o Grande             | Também Pedro I de Valência, Pedro II de Barcelona. Conquistou a Sicília.                                         |
| 11 | Afonso III |  | 2 de Novembro de 1285  | 18 de Junho de 1291    | o Generoso,o Liberal | Também Afonso I de Valência, Afonso II de Barcelona. Conquistou Minorca.                                         |
| 12 | Jaime II   |  | 18 de Junho de 1291    | 2 de Novembro de 1327  | o Justo              | Irmão de Afonso III.                                                                                             |
| 13 | Afonso IV  |  | 2 de Novembro de 1327  | 24 de Janeiro de 1336  | o Bom                | Também Afonso II de Valência, Afonso III de Barcelona.                                                           |
| 14 | Pedro IV   |  | 24 de Janeiro de 1336  | 5 de Janeiro de 1387   | o Cerimonioso        | Também Pedro II de Valência, Pedro III de Barcelona.                                                             |
| 15 | João I     |  | 5 de Janeiro de 1387   | 19 de Maio de 1396     | o Caçador            | Também rei de Navarra. Conquistou Huesca.                                                                        |
| 16 | Martim I   |  | 19 de Maio de 1396     | 31 de Maio de 1410     | o Humano             | Irmão de João I                                                                                                  |

- interregno (1410-1412)

### Casa de Trastâmara

Armas dos reis de Aragão na dinastia da Casa de Trastâmara

| #  | Nome        |  | Início do governo     | Fim do governo        | Cognome(s)                         | Notas                                                  |
| -- | ----------- |  | --------------------- | --------------------- | ---------------------------------- | ------------------------------------------------------ |
| 17 | Fernando I  |  | 1412                  | 2 de Abril de 1416    | O Justo, O Honesto, O de Antequera |                                                        |
| 18 | Afonso V    |  | 2 de Abril de 1416    | 27 de Junho de 1458   | O Magnânimo                        | Também Afonso III de Valência, Afonso IV de Barcelona. |
| 19 | João II     |  | 27 de Junho de 1458   | 19 de Janeiro de 1479 | O Grande                           |                                                        |
| 20 | Fernando II |  | 19 de Janeiro de 1479 | 23 de Janeiro de 1516 | O Católico                         |                                                        |

## D. Pedro, Condestável de Portugal, pretendente ao trono de Aragão

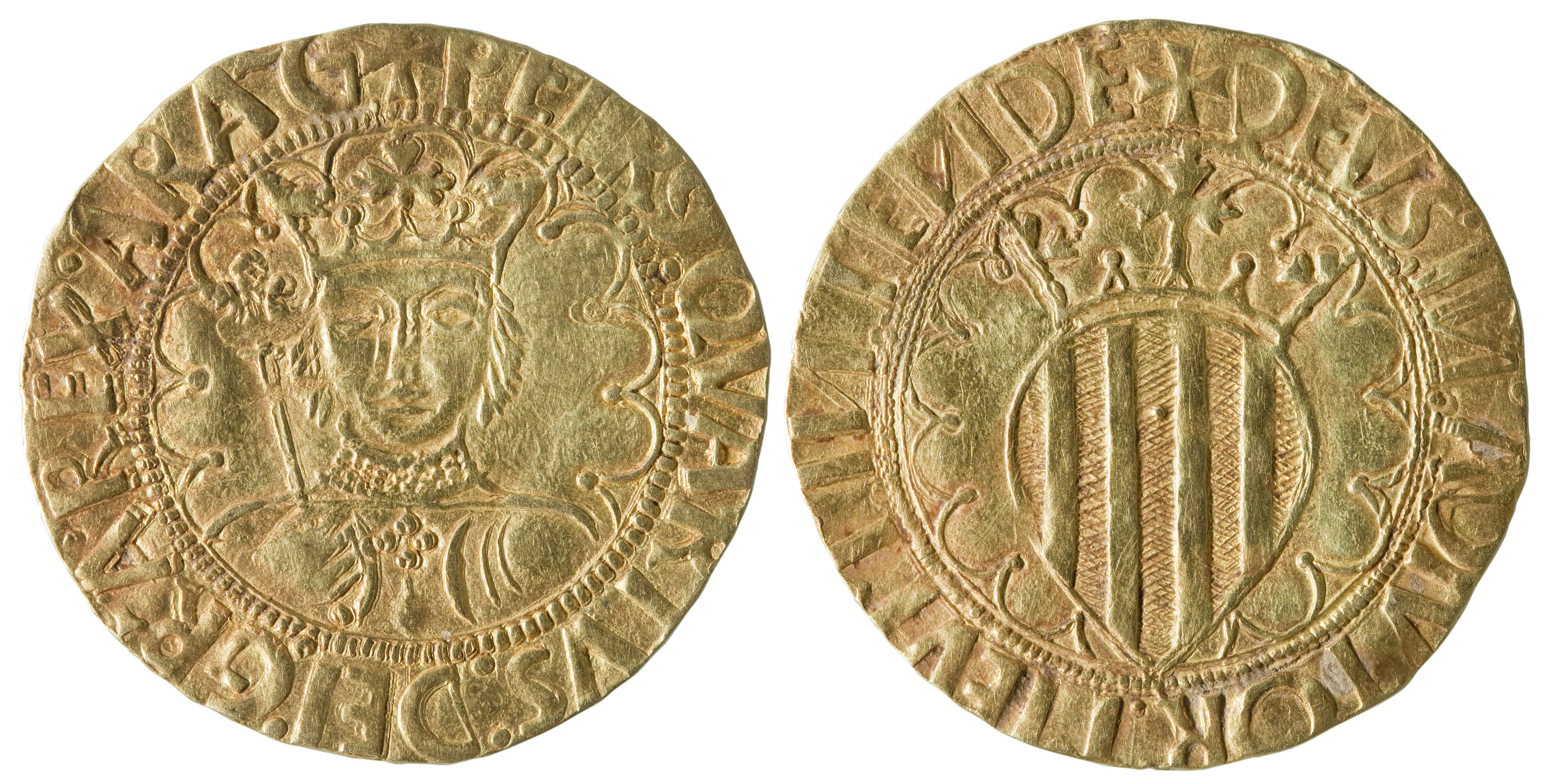
O pacífico de ouro, moeda cunhada por D. Pedro em Barcelona

Em 1463, as instituições catalãs (Generalidade e Conselho de Cento), que se encontravam em guerra civil contra João II de Aragão, convidam-no a assumir a direcção da luta e a intitular-se conde de Barcelona, dado que D. Pedro de Portugal era neto de Jaime II, conde de Urgel, e bisneto de Pedro IV de Aragão.
D. Pedro de Portugal aceitou, embarcou para a Catalunha e passou a usar, além daquele título, o de rei de Aragão, Sicília, Valença, Maiorca, Sardenha e Córsega, com  o apoio do Conselho de Cento. Todavia veio a falecer a 29 de Junho de 1466 em Granollers, talvez envenenado, ainda em plena guerra com o rei aragonês. Cunhou moeda mas morreu sem ter conseguido consolidar a sua posição.

## União dinástica com a Coroa de Castela
A união de Fernando com Isabel I de Castela implicou a união da Coroa de Castela e da Coroa de Aragão. A filha de ambos, popularmente conhecida como Joana a Louca, através de um matrimônio com Felipe de Habsburgo, chamado "o Formoso", abriu espaço à implantação de uma nova Casa Real em Aragão, os Áustrias, pondo fim definitivamente a uma consciência de Casa de Aragão.
A Coroa de Aragão só será formalmente extinta depois da Guerra da Sucessão Espanhola com a publicação dos Decretos do Novo Plano.
(Continua com Lista de reis de Espanha)